# Vastentijd
Vastentijd, veertigdagentijd of lijdenstijd is de periode voorafgaand aan het christelijke paasfeest. Voor katholieken begint de vastentijd op Aswoensdag, voor protestanten op de eerste van de zeven lijdenszondagen. Voor katholieken is deze tijd een periode van vasten en bezinning. Alhoewel er zesenveertig dagen verlopen tussen Aswoensdag en Pasen (einde van de vastentijd), wordt er traditioneel (binnen de Katholieke Kerk) niet gevast op de zes zondagen tijdens die periode, waardoor de totale duur van de vastentijd op veertig dagen uitkomt. In het oosters christendom wordt er achtenveertig dagen gevast tot Pasen. De laatste week vóór Pasen wordt niet meer gerekend tot de "veertigdagentijd", maar tot de Goede week.
In de vroegchristelijke tijd vastte men tot zonsondergang. Onder andere koning David en de profeet Daniël vastten in voorchristelijke tijden al, om Gods hulp en steun te zoeken (2 Samuël 12:16; Daniël 9:3). Ook Jezus ging direct na zijn doop veertig dagen vasten (Mattheüs 4:2). Rond het jaar 250 werd dit vasten uitgebreid naar alle dagen van de Goede Week, terwijl het Concilie van Nicaea in 325 getuigt van een veertigdagenvasten.

## Katholieke Kerk
De vastentijd begint voor katholieken na de drie dagen van carnaval, op Aswoensdag, wanneer het askruisje wordt opgelegd. De periode eindigt met Pasen. De vastenperiode duurt in totaal 46 dagen, zo'n zes en een halve week. Op 40 dagen wordt er daadwerkelijk gevast, de zes zondagen zijn hiervan uitgezonderd. Vasten wordt voorafgegaan door de Vastenavond en het carnaval. De Kerk heeft in de loop der eeuwen de regels omtrent het vasten versoepeld. In de 9e eeuw verschoof men de enige maaltijd van zonsondergang naar 3 uur, vanaf de 14e eeuw naar de middag.

Volgens de geboden van de Katholieke Kerk moeten katholieken vanaf 14 jaar zich op vrijdagen en enige andere dagen, zoals Aswoensdag, onthouden van het gebruik van vlees of van een ander voedsel volgens de voorschriften van de bisschoppenconferentie (onthoudingsgebod). In het nieuwe kerkelijke wetboek van 1983 (canones 1249 t/m 1253) blijft het onthoudingsgebod nagenoeg ongewijzigd: op vrijdagen en op Aswoensdag. Onthouding samen met vasten wordt gevraagd op Aswoensdag en op Goede Vrijdag (vastengebod). Minderjarigen en zestigplussers worden ontheven van het vastengebod. De bisschoppenconferenties hebben de bevoegdheid het onderhouden van vasten en onthouding nader te bepalen en ook andere vormen van boete zoals liefdadigheidswerken en oefeningen van vroomheid geheel of gedeeltelijk in de plaats te stellen van vasten en onthouding. Zo bepaalde de Nederlandse Bisschoppenconferentie in 1989: 
Wij bepalen dat Aswoensdag en Goede vrijdag dagen van verplichte vasten en onthouding in spijs en drank zijn en dat verder het bepalen van de wijze van de beoefening van boete en onthouding aan het eigen geweten en initiatief van de gelovigen wordt overgelaten. Aan de plicht tot vasten in de veertigdagentijd en tot onthouding op de vrijdagen kan worden voldaan, door zich in eten en drinken, in roken of in andere genoegens duidelijk te beperken. Het geld, dat hiermee wordt uitgespaard, kan bestemd worden voor de naasten die honger lijden of anderszins gebrek lijden. Het is voorts passend, dat men zich in de veertigdagentijd meer dan anders wijdt aan werken van christelijke naastenliefde en met meer toeleg het Woord van God leest.— decreet 21 over vasten en onthouding
 De Katholieke Kerk is in de loop der eeuwen minder streng geworden bij het voorschrijven van het vasten en heeft ook alternatieve vormen van vasten en onthouding voorgesteld.
De regeling met vasten is dus als volgt:
- Boetedagen: elke vrijdag in het gehele jaar, én de gehele veertigdagentijd (d.i. van Aswoensdag tot en met Stille Zaterdag).[4]
- Onthoudingsdagen: Aswoensdag en elke vrijdag in het gehele jaar (inclusief Goede Vrijdag), tenzij deze samenvalt met een Hoogfeest.
- Vastendagen: Aswoensdag en Goede Vrijdag.

Ook zijn er de zogenaamde Quatertemperdagen, waarmee elk van de vier seizoenen van het jaar wordt begonnen.
De verschillende zondagen van de vastentijd hebben een specifieke naam. De eerste vijf zondagen ontlenen hun naam aan de beginwoorden van het introïtusgezang:
- Eerste zondag: Invocabit
- Tweede zondag: Reminiscere
- Derde zondag: Oculi

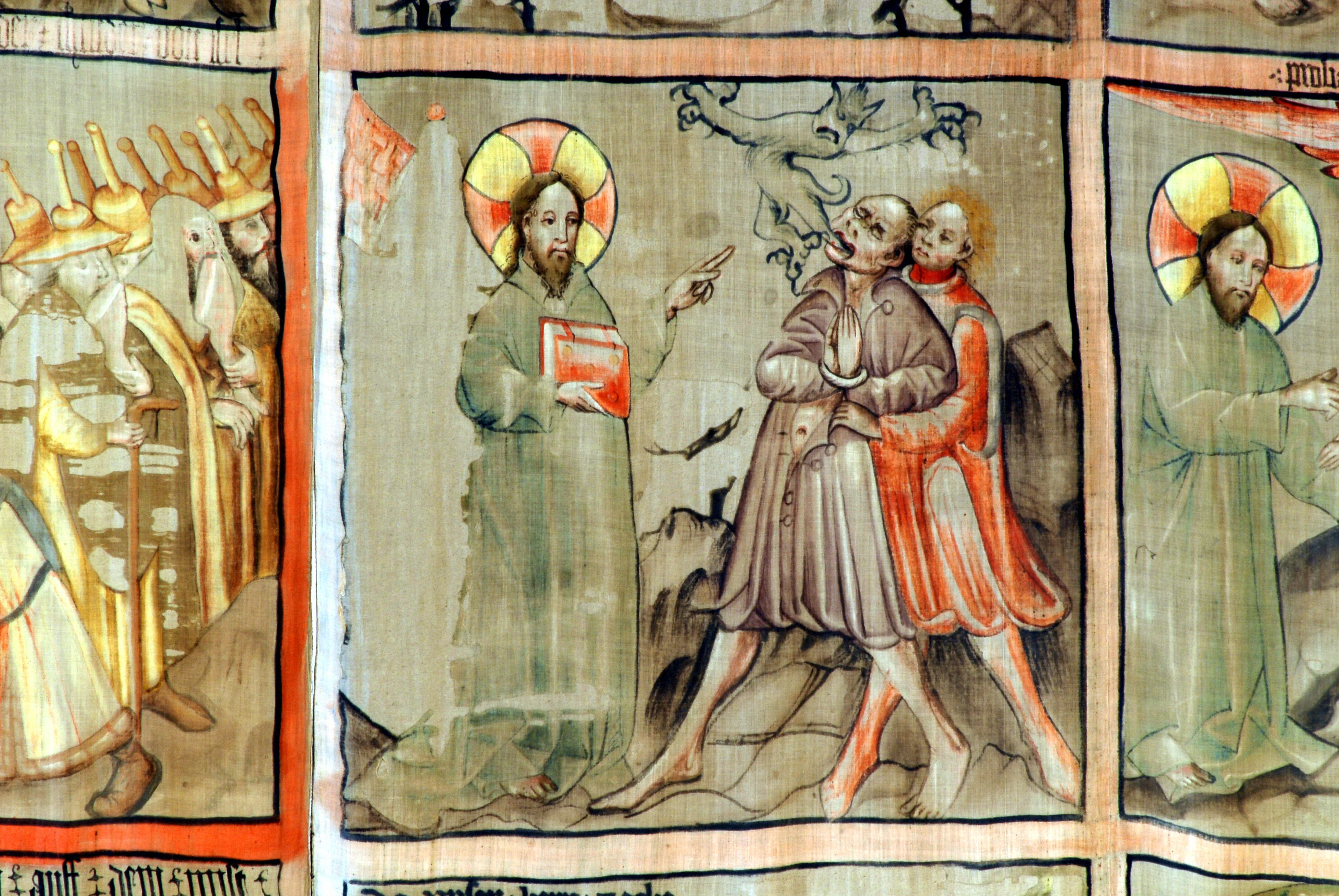
Jezus drijft een duivel uit: detail van de hongerdoek uit de Kathedraal van Gurk Oostenrijk

- Vierde zondag: Laetare (halfvasten)
- Vijfde zondag: Judica
- Zesde zondag: Palmzondag (Dominica in Palmis)

De laatste week, de Goede Week, is het hoogtepunt van de vastenperiode. Van deze week is het triduüm samen met de Paasdag het absolute centrum van het liturgische jaar. Het Triduüm Sacrum omvat de dagen Witte Donderdag, Goede Vrijdag en Stille Zaterdag. Traditioneel zijn deze dagen nog sterker aan het gebed gewijd. Er bestaat ook een traditie om deze dagen in retraite door te brengen.
De voorvasten is de liturgische periode van tweeënhalve week die voorafgaat aan Aswoensdag. Ook deze periode heeft een boetekarakter, zij het wat milder dan de veertigdagentijd. Bij de aanpassing van de liturgische kalender na het Tweede Vaticaans Concilie (1962-1965) werden de drie zondagen van de voorvasten (Sexagesima, Septuagesima en Quinquagesima) niet meer opgenomen en vervangen door gewone zondagen door het jaar. Katholieken die de Tridentijnse liturgie volgen met de daarbij horende liturgische kalender, vieren deze zondagen nog steeds.
Gedurende de vastentijd werd in de kerk vroeger een vasten- of hongerdoek opgehangen tussen het middenschip en het priesterkoor ter bedekking van het altaar. Dit gebruik is in sommige kerken in ere hersteld, de doek toont dan meestal afbeeldingen van armoede in ontwikkelingslanden.
Tussen Aswoensdag en Pasen voert de Katholieke kerk in Nederland een gezamenlijke Vastenaktie campagne, een periode waarin men mindert voor een ander en geld werft voor projecten in ontwikkelingslanden. In België wordt dit gedaan door de actie van Broederlijk Delen.

## Orthodoxe Kerk
Vastendagen:
- Iedere woensdag en vrijdag – behalve tijdens de ‘volle weken’ (ononderbroken weken) en de Heilige Dagen.
- De dag voor Theofanie 5 (18) januari.
- De dag van de onthoofding van Johannes de Doper en voorloper 29 augustus (11 september).
- De dag van Kruisverheffing 14 (27) september.

Vastentijden:
- De 'Grote Vasten' – duur: 40 dagen, begin: maandag 7 weken voor Pasen.

De Goede Week (Lijdensweek) en het weekend voor Pasen t.w. Lazaruszaterdag en Palmzondag worden niet meegerekend, zodat de Grote Vasten toch op een lengte van 40 dagen uitkomt.
De verschillende zondagen van de vastentijd hebben een eigen thema:
- Eerste zondag: Triomf der Orthodoxie
- Tweede zondag: Heilige Gregorius Palamas
- Derde zondag: Heilig Kruis
- Vierde zondag: Heilige Johannes Climacus
- Vijfde zondag: Maria van Egypte

De overige vastenperioden:
- De 'Kerstvasten' (Filippusvasten) – duur: 40 dagen, van 15 (28) november t/m 24 december (6 januari). (Valt tijdens de rooms-katholieke advent.)
- De 'Moeder Gods-Vasten' (Ontslapingsvasten) – duur: 14 dagen, van 1 t/m 14 augustus.
- De 'Apostelvasten' (Petrus- & Paulusvasten) – duur: variabel (enkele weken), van maandag na Allerheiligen t/m 29 juni (11 juli). (Allerheiligen vieren de orthodoxen op de eerste zondag na Pinksteren, niet op 1 november).

Volle onderbroken weken (feesttijden zonder vasten of onthouding):
- De Kersttijd (De Heilige Dagen) (feestijd van Kerstmis tot Theofanie) 25 december (7 januari) – 5 (18) januari
- Eerste week van de Voorvasten Vanaf de zondag van de farizeeër (De week van de Tollenaar en de farizeeër) (10de week voor Pasen)
- Boterweek (Maslenitsa)
- Paasweek (Lichte Week) – Paaszondag – Thomaszondag
- Pinksterweek – Pinksteren – Allerheiligen (zondag na Pinksteren)

Volgens het kerkelijk reglement is er op Kerstmis en Theofanie, als die op woensdag of vrijdag vallen, geen vasten. Op de vooravond van Kerstmis en Theofanie en op het feest van Kruisverheffing en van de Onthoofding van Johannes de Voorloper is een maaltijd met plantaardige olie toegestaan. Op de feesten van de Ontmoeting van Jezus Christus in de Tempel, Transfiguratie, de Ontslaping van de Moeder Gods, de Geboorte van de Moeder Gods, de Tempelgang van de Moeder Gods, de Geboorte van Johannes de Voorloper en Doper, de apostelen Petrus en Paulus en van Johannes de Theoloog, als die op woensdag of vrijdag vallen, alsmede in de periode van Pasen tot Pinksteren is op woensdag en vrijdag vis toegestaan.
Tussen haakjes data volgens de juliaanse kalender.

## Protestantisme
De calvinistische reformatie breekt met de veertigdagentijd. Er komen zeven lijdensweken voor in de plaats. Over deze wijziging is nauwelijks kerkelijke besluitvorming bekend. Alleen de provinciale synode van Assen bepaalt in het jaar 1619 dat de kerk zeven lijdensweken moet houden. Hierdoor is er in het protestantisme geen nadrukkelijke gezamenlijke traditie van vastenperiode. Wel zijn er individuele protestanten die vasten in de 40 dagen voor Pasen. Op individuele basis of in kleine groepen wordt er door sommige protestanten ook ergens anders in het jaar gevast. De precieze inhoud van het vasten is niet helder gedefinieerd. Zo zijn er mensen die meerdere dagen achter elkaar in het geheel niet eten, terwijl anderen zich onthouden van een bepaalde gewoonte, zoals roken, televisie kijken of alcohol nuttigen.
De grondleggers van het gereformeerd protestantisme hadden oog voor een goede vastenpraktijk. Calvijn wijdt in zijn grote werk de Institutie verschillende paragrafen aan de praktijk van het vasten. Voetius gaat in zijn grote werk over de godsvrucht uitvoerig in op het daadwerkelijk vasten door gelovigen. Dit vasten is echter gekoppeld aan boetedoening, bijvoorbeeld rond biddag voor Gewas en Arbeid en niet aan de periode van de veertig dagen voor Pasen. In het protestantse christendom van de 21e eeuw is deze praktijk goeddeels verloren gegaan.

## Band met de natuur
De veertigdagentijd valt in onze streken altijd samen met het begin van een nieuwe lente, tenzij Pasen heel vroeg valt. Zoals de gehele natuur vol fris leven wordt (lammetjes, eerste bloemen, jonge knopen aan de bomen...) wil men ook opnieuw fris beginnen, doet men de grote schoonmaak, willen christenen hun geloof opfrissen.
Vroeger mochten de gelovigen tijdens de veertigdagentijd geen vlees en ook geen eieren eten. Daarom waren er met Pasen extra veel kuikentjes. Vandaar het gebruik om eieren te eten met Pasen. Omdat eieren symbool zijn van nieuw leven, werden ze het symbool van de verrijzenis.